# Cañuelas Fútbol Club
Il Cañuelas Fútbol Club, o semplicemente Cañuelas, è una società calcistica argentina con sede nella città di Cañuelas, nella provincia di Buenos Aires. Milita nella Primera C Metropolitana, quinta divisione del calcio argentino.

## Palmarès

### Competizioni nazionali
- Primera C Metropolitana: 1

2020